# Adolphus Cambridge
Adolphus Cambridge (né prince Adolf Carl Alexander Albert Eduard Georg Philipp Ludwig Ladislaus von Teck), né le 13 août 1868 à Londres et mort le 24 octobre 1927 à Shrewsbury, est un parent de la famille royale britannique, en tant qu'arrière-petit-fils de George III et frère cadet de la reine Mary, épouse du roi George V. En 1900, il succède à son père comme duc de Teck dans le royaume de Wurtemberg. Il renonce à ses titres et prédicats allemands en 1917 et reçoit le titre britannique de marquis de Cambridge.

## Jeunesse
Adolphus Cambridge est né le 13 août 1868 au palais de Kensington à Londres. Son père est François de Teck, le fils aîné du duc Alexandre de Wurtemberg et de la comtesse Claudine Rhédey von Kis-Rhéde. Sa mère, Marie-Adélaïde de Cambridge, est la plus jeune fille d'Adolphe de Cambridge et une petite-fille du roi George III. Adolphe est appelé Son Altesse Sérénissime le prince Adolphe de Teck à la naissance. Avec une chaîne de neuf noms chrétiens, parmi sa famille immédiate, il est toujours connu comme "Dolly", une forme de surnom pour "Adolphus". Il fait ses études au Wellington College dans le Berkshire.

## Début de carrière militaire
Le prince Adolphe est officier de cavalerie, suivant les traces de son père, de ses grands-pères et de son oncle maternel. Il fait ses études au Wellington College avant d'entrer au Collège militaire royal de Sandhurst. À l'âge de 19 ans, en avril 1888, il entre dans l'armée britannique en tant que sous-lieutenant dans les 17e Lancers, le régiment de son oncle maternel, George de Cambridge (1819-1904), qui est le commandant en chef de l'armée britannique de 1856 à 1895. Il est promu lieutenant en janvier 1893 et transféré au 1er Life Guard en tant que capitaine en juin 1895.
Il est créé Chevalier Commandeur de l'Ordre Royal Victorien (KCVO) en 1897, et promu Chevalier Grand-Croix de l'Ordre Royal Victorien (GCVO) en 1901.

## Mariage
Le 12 décembre 1894, à Eaton Hall, il épouse Margaret Evelyn Grosvenor (9 avril 1873 - 27 mars 1929), la fille de Hugh Grosvenor, 1er duc de Westminster. Le couple a quatre enfants : 
- Le prince George de Teck, devenu en 1917 comte d'Eltham puis en 1927 le 2e marquis de Cambridge (11 octobre 1895 - 16 avril 1981); marié en 1923 à Dorothy Hastings (18 mai 1899 - 1er avril 1988), petite-fille du 13e comte de Huntingdon.
- La princesse Mary de Teck, devenue en 1917 Mary Cambridge (12 juin 1897 - 23 juin 1987); épouse en 1923 Henri Somerset, 10e duc de Beaufort (4 avril 1900 - 4 février 1984).
- La princesse Helena de Teck, devenue en 1917 Helena Cambridge (23 octobre 1899 - 22 décembre 1969); épouse en 1919 le colonel John Evelyn Gibbs (22 décembre 1879 - 11 octobre 1932).
- Le prince Frédéric de Teck, devenu en 1917 Frederick Cambridge (23 septembre 1907 - 15 mai 1940).

## Duc de Teck et carrière militaire ultérieure
En janvier 1900, Adolphe succède à son père comme duc de Teck. Le nouveau duc sert avec son régiment pendant la seconde guerre des Boers en 1899–1900, pour laquelle il est promu major en novembre 1900. Il est ensuite officier de transport dans la Household Cavalry. En février 1904, il est promu au grade temporaire de lieutenant-colonel et nommé attaché militaire temporaire à l'ambassade britannique à Vienne. Sa nomination comme attaché militaire est confirmée en avril 1906 et il reçoit un poste à l'état-major le même mois. Il est promu au grade substantiel de major en décembre 1906 et est élevé au grade de lieutenant-colonel en novembre 1910.
Avec un décret en conseil daté du 9 juin 1911  son beau-frère le roi George V, en cadeau pour marquer son propre couronnement, accorde à son cousin la qualité personnelle de Son Altesse, qui fait écho au cadeau de la grand-mère du roi, la reine Victoria, au père du duc. La même année, il est fait Chevalier Grand-Croix de l'Ordre du Bain (GCB). Des autres nations, il a reçu la grande croix de l'Ordre de l'Aigle rouge de Prusse, l'Ordre de la Couronne de fer d'Autriche et la grande croix de première classe de l'Ordre de l'Étoile de Roumanie .
Il est nommé colonel honoraire du 8th Battalion, London Regiment, connu sous le nom de Post Office Rifles en 1912 abandonnant le poste en 1923 .
De 1914 à sa mort, il est gouverneur et constable du château de Windsor .
Avec le déclenchement de la Première Guerre mondiale, il retourne en service actif, recevant une promotion au grade de lieutenant-colonel en novembre 1914. Il est d'abord secrétaire militaire adjoint au War Office et, à partir de décembre 1915, secrétaire militaire du commandant en chef des forces expéditionnaires britanniques (BEF) en France, Douglas Haig, avec le grade temporaire de brigadier général. Il reçoit des nations alliées l'Ordre belge de Léopold (Grand Cordon) et la Croix de guerre, ainsi que la Légion d'honneur française (Grand Officier) .
À cause de sa mauvaise santé, il est mis en demi-solde en juillet 1916 et retraité en 1919.

## Marquis de Cambridge
Au cours de la Première Guerre mondiale, le sentiment anti-allemand au Royaume-Uni conduit le beau-frère de Teck, le roi George V, à changer le nom de la maison royale de la maison germanique de Saxe-Cobourg-Gotha à un nom plus anglais de Maison de Windsor. Le roi renonce également à tous ses titres germaniques pour lui-même et tous les membres de la famille royale britannique qui sont des sujets britanniques.
En réponse à cela, Teck renonce, par un ordre royal daté du 14 juillet 1917, à son titre de duc de Teck dans le royaume de Wurtemberg et à la qualification de Son Altesse. Adolphe, avec son frère, le prince Alexandre de Teck, adopte le nom de Cambridge, d'après leur grand-père, le prince Adolphe, duc de Cambridge.
Il est ensuite créé marquis de Cambridge, comte d'Eltham et vicomte Northallerton tous dans la pairie du Royaume-Uni. Son fils aîné reçoit le titre de courtoisie de comte d'Eltham et ses autres enfants deviennent lord et lady (prénom) Cambridge.
Vera Bate Lombardi, muse de Coco Chanel et représentante des relations publiques, serait la fille illégitime d'Adolphe. Hal Vaughan, dans sa biographie de Coco Chanel de 2012 («Sleeping with the Enemy: Coco Chanel's Secret War», p.   42), décrit Vera Bate Lombardi comme une «cousine et amie d'enfance» d'Edward, prince de Galles.
Lord Cambridge a élu domicile dans le Shropshire après la Première Guerre mondiale à Shotton Hall, Harmer Hill, près de Shrewsbury. Il est actif dans la vie sociale du comté, dont il devient juge de paix et sous-lieutenant en 1923  et trésorier de l'infirmerie royale de Salop à Shrewsbury en 1925 . Il accueille des visites de sa sœur dans le comté, la dernière de sa vie étant une visite publique à Shrewsbury et dans d'autres parties du Shropshire en août 1927 .
Durant cette période, Lord Cambridge est considéré comme un candidat au trône alors vacant de la Hongrie. Il décline l'invitation, ayant traité l'idée avec un certain amusement en remarquant "Ne pensez-vous pas que je ferais un beau roi?".

## Mort
Lord Cambridge est décédé, à l'âge de cinquante-neuf ans, après une opération intestinale en octobre 1927 dans une maison de soins infirmiers de Shrewsbury, alors que des préparatifs étaient en cours pour une autre visite royale publique dans la ville (qui a par conséquent été annulée) par son neveu, le prince de Galles (plus tard, le roi Édouard VIII). Il est d'abord enterré à la chapelle St George, puis transféré au Royal Burial Ground, Frogmore. Son fils aîné, le comte d'Eltham, lui succède comme marquis de Cambridge.